# Elliott Abrams
Elliott Abrams (n. 24 ianuarie 1948, New York City, New York, SUA) este un diplomat și avocat american, de origine evreiască, care a ocupat funcții în administrațiile președinților Statelor Unite Ronald Reagan,George W. Bush și Donald Trump în domeniul politicii externe. Abrams s-a făcut cunoscut ca susținător al ideologiei numite neoconservatoare.
În prezent el este cercetător in domeniul Orientului Mijlociu la Consiliul pentru Relații Externe. La 25 ianuarie 2019 a fost numit de către secretarul de stat Mike Pompeo trimis special al Statelor Unite pentru Venezuela, fiind însărcinat cu eforturile diplomației americane de „restaurare a democrației” în aceasta țară.
În timpul administratiei Reagan, in 1991 Abrams a fost implicat în scandalul Iran - Contras, fiind acuzat de doua cazuri de eschivare ilegală de a informa Congresul S.U.A. Ulterior a fost grațiat de președintele George H.W. Bush
În timpul primei cadențe a președintelui George W.Bush Abrams a servit ca asistent special al președintelui și prim-director al Consiliului pentru Securitate Națională al S.U.A. pentru problemele Orientului Apropiat și Africii de Nord. La inceputul celei de-a doua cadențe a administrației Bush, el a fost promovat ca consilier adjunct de securitate națională pentru strategia democrației globale, fiind însărcinat cu aplicarea strategiei președintelui Bush de stimulare a proceselor democratice in lume. Este considerat drept unul din arhitecții intervenției S.U.A. în Irak - Războiul din Irak.

## Biografie
Elliott Abrams s-a născut la New York în anul 1948 în familia avocatului evreu Joseph Abrams și a soției acestuia, Mildred. Părinții săi erau susținători ai Partidului Democrat. Abrams a urmat liceul privat Little Red School House din New York, care era frecventat, între altele, de copii ai elitei politice și artistice de stânga.
În 1969 a terminat apoi licența BA la Colegiul Harvard, iar în 1970 titlul de master în relații internaționale la Școala de Economie din Londra. În anul 1973 a terminat doctoratul în drept J.D. la Facultatea de drept a Universității Harvard. La început a practicat avocatura verile în biroul tatălui său, apoi, între 1973-1975 la biroul avocațial Breed, Abbott și Morgan, iar între 1979-1981 la biroul Verner, Liipfert, Bernhard, McPherson și Hand.

### Viața personală
Elliott Abrams s-a căsătorit în anul 1980 cu Rachel Decter, fiica vitregă a ziaristului Norman Podhoretz, redactorul publicației „Commentary”, pe care a cunoscut-o prin intermediul senatorului Daniel Moynihan, prieten al lui Podhoretz.
Ei au fost căsătoriți până la decesul ei în iunie 2013. Ei au avut doi fii, Jacob și Joseph și o fiică, Sarah.